# Bareng Lor
Bareng Lor is een bestuurslaag in het regentschap Klaten van de provincie Midden-Java, Indonesië. Bareng Lor telt 5583 inwoners (volkstelling 2010).